# پینسویل (مینه‌سوتا)
پینسویل، مینه‌سوتا (به انگلیسی: Paynesville, Minnesota) یک شهر در ایالات متحده آمریکا است که در شهرستان استیرنز، مینه‌سوتا واقع شده‌است.

## خصوصیات
پینسویل ۶٫۰۱ کیلومترمربع مساحت و ۲٬۴۳۲ نفر جمعیت دارد و ۳۵۷ متر بالاتر از سطح دریا واقع شده‌است.